# Simulação estocástica
Métodos de simulação estocástica são procedimentos que envolvem a geração de números aleatórios (pseudo-aleatórios) com o objectivo de explorar o espaço de incerteza ou campo de possibilidades de um dado fenómeno físico ou qualquer outro tipo de variável de estudo cujo comportamento possa ser quantificado matematicamente. Os métodos de simulação fazem parte da ciência de processos estocásticos e utilizam o método de Monte-Carlo nos seus algoritmos.

## Nota histórica
Com a introdução da teoria do caos e especialmente a noção de efeito borboleta, a qual refere que o bater de asas de uma borboleta num lado do mundo poderá dar origem a um tornado no lado oposto, a introdução de aleatoriedade no estudo de fenómenos físicos começou a deixar de ser posta de lado. A noção que pequenas diferenças nas condições iniciais de um sistema podem evoluir para estados completamente diferentes implicariam que o grau de confiança numa estimação de determinista seria menor do que o expectável. Por esse motivo a quantificação e exploração do espaço de incerteza num dado procedimento passou a ser necessário. O progresso neste campo passou a ser tão notório que o professor Richard Forsyth escreveu num prefácio:
| “ | - Referindo-se ao estudo de mercados financeiros e ao seu comportamento imprevisível - ... "Somos forçados a viver à beira do caos o que é, potencialmente, um situação desconfortável. Seria mais confortável se soubéssemos maneiras de aplicar os últimos desenvolvimentos (i.e. desenvolvimentos científicos) na resolução de sistemas dinâmicos não-lineares. O problema é que esta investigação está a ser feita por vários grupos nas mais diversas ciências: vida artificial, teoria do caos, fractais, lógica difusa, algoritmos genéticos e simulação estocástica entre outros." - Richard Forsyth | ” |

## Discussão
- A noção de incerteza é importante nos processo de simulação sequencial em geoestatística a qual utilizam simulação estocástica para gerar realizações equipróvaveis na estimação de uma variável de estudo num contexto espacial.
- São também utilizados métodos deste tipo no campo da química, especialmente em operações de reação-difusão.[3]
- Em 1969 foi proposto pelo meteorologista Edward Epstein a realização de várias simulações para o estado da atmosfera no campo da previsão numérica do tempo de maneira a obter uma média e variância.[4] Na década de 1990 tornou-se rotineiro a utilização de simulação estocástica nesta área científica.